# Тинець-над-Сьлензою
Тинець-над-Сьлензою (пол. Tyniec nad Ślęzą, нім. Groß Tinz an der Lohe) — село в Польщі, у гміні Кобежиці Вроцлавського повіту Нижньосілезького воєводства.
Населення — 564 особи (2011).
У 1975-1998 роках село належало до Вроцлавського воєводства.

## Демографія
Демографічна структура станом на 31 березня 2011 року:
|          | Загалом | Допрацездатний вік | Працездатний вік | Постпрацездатний вік |
| -------- | ------- | ------------------ | ---------------- | -------------------- |
| Чоловіки | 281     | 43                 | 209              | 29                   |
| Жінки    | 283     | 52                 | 155              | 76                   |
| Разом    | 564     | 95                 | 364              | 105                  |